# غاسوما فوفانا
غاسوما فوفانا (بالفرنسية: Guessouma Fofana) (17 ديسمبر 1992 بلو هافر في فرنسا - ) هو لاعب كرة قدم فرنسي في مركز الوسط.

## وصلات خارجية
- غاسوما فوفانا على موقع قاعدة بيانات كرة القدم.إي يو (الإنجليزية)
- غاسوما فوفانا على موقع ليكيب (الفرنسية)
- غاسوما فوفانا على موقع ناشيونال فوتبول تيمز (الإنجليزية)
- غاسوما فوفانا على موقع Soccerway.com (الإنجليزية)
- غاسوما فوفانا على موقع AS.com (الإسبانية)